# Poradnik zakręconego gracza
Poradnik zakręconego gracza (ang. „Gamer's Guide to Pretty Much Everything”) – amerykański sitcom wytwórni Disney XD z kanonu Disney XD Original Series. W roli głównej wystąpił znany z serialu Jessie – Cameron Boyce. Jego amerykańska premiera odbyła się 22 lipca 2015 roku wraz z crossoverem seriali Szczury laboratoryjne i Oddział specjalny. Polska premiera serialu miała odbyć się 23 listopada 2015 roku jak zapowiadał Disney XD na swoim kanale na YouTube, jednakże premiera serialu odbyła się 4 stycznia 2016 roku na antenie Disney Channel.
Dnia 20 listopada 2015 roku serial został oficjalnie przedłużony o kolejny sezon, którego produkcja rozpoczęła się w styczniu, a premiera odbyła się 18 lipca 2016 roku.

## Fabuła
15-letni Conor jest mistrzem gier wideo. Pewnego razu podczas mistrzostw łamie sobie kciuka co uniemożliwia mu dalszą karierę. Conor powraca do szkoły i razem z nowymi przyjaciółmi przeżywa przeróżne przygody i razem tworzą swoją własną drużynę zajmującą się zawodowym graniem w gry wideo.

## Obsada
- Cameron Boyce jako Conor
- Murray Rundus jako Wendell Ruckus
- Felix Avitia jako Franklin Delgado
- Sophie Reynolds jako Ashley Parker

## Wersja polska
Wersja polska: SDI Media Polska

Reżyseria: Joanna Węgrzynowska-Cybińska

Dialogi:
- Ewa Mart (odc. 1-21, 36-37),
- Marta Robaczewska (odc. 22-35)

Dźwięk: Łukasz Fober

W wersji polskiej udział wzięli:
- Karol Osentowski – Conor
- Maksymilian Michasiów – Wendell Ruckus
- Mateusz Ceran – Franklin Delgado
- Natalia Jankiewicz – Ashley Parker

W pozostałych rolach:
- Piotr Bajtlik –
  - Stampy Cat (odc. 1),
  - prowadzący konkurs (odc. 3),
  - uczeń (odc. 4)
- Jakub Szydłowski – pan Klaps (odc. 1, 8-9, 13, 19-20)
- Hanna Kinder-Kiss – dyrektorka Nordahl (odc. 2, 4-5)
- Anna Apostolakis –
  - Janice (odc. 2, 8, 11, 13, 15, 18, 23, 26-30, 33),
  - Niania Karmelek (odc. 3)
- Łukasz Węgrzynowski – Doyle O’Doyle (odc. 2)
- Bożena Furczyk – Kim (odc. 4)
- Otar Saralidze –
  - Rodney (odc. 5, 18),
  - włamywacz #2 (odc. 28),
  - fotograf (odc. 31)
- Cezary Kwieciński – Billy (odc. 6-7, 10, 12, 14, 17)
- Agnieszka Mrozińska-Jaszczuk – Lika (odc. 6, 16)
- Karol Wróblewski – Larry Stone (odc. 7)
- Klaudiusz Kaufmann –
  - jeden z drużyny Franklina (odc. 7),
  - Chad (odc. 9, 14, 21, 28)
- Monika Węgiel-Jarocińska – Elsie (odc. 8)
- Artur Kaczmarski –
  - narrator audiobooku (odc. 8),
  - fan Kid Fury’ego (odc. 14),
  - Hiroki Kushiyu (odc. 34)
- Elżbieta Gaertner – pani Davis (odc. 8)
- Agnieszka Wiśniewska – Emma (odc. 9, 36)
- Marta Dobecka – Mary Pieróg (odc. 10)
- Robert Jarociński – Teddy „Bulldog” Thorton (odc. 10)
- Marek Robaczewski – trener Wilson (odc. 13)
- Krzysztof Cybiński – spiker (odc. 13)
- Karol Jankiewicz –
  - Donny Rozwałka (odc. 14),
  - Braxton (odc. 22)
- Paweł Kubat – Ronald „Zaklinacz deszczu” (odc. 14, 19, 28)
- Mieczysław Morański – Ziggy Monroe (odc. 17)
- Piotr Bąk – Jefferson Landry (odc. 17, 23, 27, 32)
- Grzegorz Kwiecień –
  - Bryan Colgate (odc. 19),
  - Faruq Tauheeed (odc. 25, 31, 34)
- Wojciech Machnicki – Winthrop (odc. 21)
- Jacek Król – Viktor (odc. 21)
- Wojciech Paszkowski –
  - Karl (odc. 21),
  - Morty (odc. 22)
- Mateusz Narloch –
  - Karl-Anthony Towns (odc. 22),
  - Chet (odc. 27)
- Kamil Pruban – Vlad (odc. 22)
- Mikołaj Klimek –
  - Clutch (odc. 23),
  - Luchador #1 (odc. 24),
  - Dooley (odc. 27)
- Michał Podsiadło – promotor (odc. 24)
- Olaf Marchwicki – Spencer (odc. 26, 35, 37)
- Maksymilian Bogumił –
  - włamywacz Eddie (odc. 28),
  - Rush (odc. 36),
  - Brock (odc. 37)
- Katarzyna Kozak – ciocia Gertie (odc. 30)
- Tomasz Borkowski – Jasper (odc. 30)
- Joanna Sokołowska – Chelsea (odc. 31)
- Sebastian Perdek – Funkus (odc. 32)
- Justyna Bojczuk – Olivia (odc. 32)
- Przemysław Niedzielski – Tyler (odc. 33)
- Leszek Filipowicz – Joe (odc. 33)
- Bartosz Wesołowski – konferansjer rodeo (odc. 36)
- Szymon Roszak – Jovenshire (odc. 37)
- Joanna Węgrzynowska-Cybińska – kelnerka (odc. 37)

Lektor: Artur Kaczmarski

## Odcinki
| Sezon | Sezon | Odcinki | Oryginalna emisja | Oryginalna emisja | Oryginalna emisja | Oryginalna emisja   | Oryginalna emisja |
| Sezon | Sezon | Odcinki | Premiera sezonu   | Finał sezonu      | Premiera sezonu   | Finał sezonu        |                   |
| ----- | ----- | ------- | ----------------- | ----------------- | ----------------- | ------------------- | ----------------- |
|       | 1     | 21      | 22 lipca 2015     | 23 marca 2016     | 4 stycznia 2016   | 3 czerwca 2016      |                   |
|       | 2     | 16      | 18 lipca 2016     | 2 stycznia 2017   | 12 grudnia 2016   | 5 października 2018 |                   |

## Lista odcinków

### Sezon 1: 2015-16
| 1 | Gamer's Guide to Pretty Much Everything Poradnik Zakręconego Gracza The Pilot | Jon Rosenbaum     | Devin Bunje i Nick Stanton | 22 lipca 2015        | 4 stycznia 2016  | 101 |
| Conor, szesnastoletni chłopak jest mistrzem w grach komputerowych. Podczas Mistrzostw Świata łamie kciuk, jego szanse na wygraną sypią się, a ten postanawia zrobić sobie przerwę i zaczyna uczęszczać do nowego, normalnego liceum. Już pierwszego dnia czeka go wiele przygód... |                                                                               |                   |                            |                      |                  |     |
| 2 | The Game Club Klub Graczy                                                     | Jon Rosenbaum     | Jim O’Doherty              | 29 lipca 2015        | 5 stycznia 2016  | 103 |
| Conor chce założyć w szkole klub graczy. Dyrektorka przystaje na propozycję, ale okazuje się, że sprzęt jaki chce im podarować to zwykły złom sprzed pięćdziesięciu lat... Gdy już zdobyli pieniądze i nowy sprzęt na drodze stają im gracze drużyny koszykarskiej, którzy chcą sprzedać sprzęt i kupić nowe rzeczy do szatni. Przyjaciele jednak nie poddadzą się tak łatwo... |                                                                               |                   |                            |                      |                  |     |
| 3 | The Puddin' Party Budyń Party                                                 | Sean Lambert      | Frank O Wolff              | 5 sierpnia 2015      | 6 stycznia 2016  | 104 |
| Zbliża się wyjazd na Targi Gier, jednak aby tam pojechać, trzeba zebrać czteroosobową drużynę. Wendell uzależnia się od gry Budyń Party i trudno go od niej odciągnąć. W końcu nie jadą na targi tylko próbują zniechęcić Wendella do gry. |                                                                               |                   |                            |                      |                  |     |
| 4 | The Chair Krzesło                                                             | Jon Rosenbaum     | Byron Kavanagh             | 12 sierpnia 2015     | 7 stycznia 2016  | 102 |
| Do sklepów wchodzi najnowszy fotel do gry X3000. Conorowi udaje się go zdobyć. Ashley, Wendell i Franklin również chcieliby się na nim rozsiąść, jednak właściciel stawia warunek: tylko kiedy któryś z nich pokona go w byle jakiej grze komputerowej może na nim usiąść. Okazuje się, że nie wszyscy zrozumieli umowę... |                                                                               |                   |                            |                      |                  |     |
| 5 | The Spirit Egg Duchowe Jajo                                                   | Sean Lambert      | Devin Bunje i Nick Stanton | 19 sierpnia 2015     | 11 stycznia 2016 | 106 |
| W szkole trwa tydzień jedności. Wszyscy muszą ubrać się w barwy szkoły, ale nowy Conor nie stosuje się do tradycji. W tym roku jednak pojawia się symbol jedności - wielkie jajo. Franklin zostaje wybrany na ochroniarza. Gdy jednak musi gdzieś wyjść, zostawia je pod opieką Wendella i Conora. Ci jednak nie pilnują tego dobrze i jajo zostaje skradzione. Tymczasem Ashley zostaje kapitanką drużyny dziewcząt i daje im niezły wycisk.                                                                           |                                                                               |                   |                            |                      |                  |     |
| 6 | The Rival Rywal                                                               | Sean Lambert      | Devin Bunje i Nick Stanton | 30 września 2015     | 12 stycznia 2016 | 105 |
| Wraca dawna rywalka Conora, która pokonała go w wielu turniejach a na dodatek prześladowała go. Okazuje się, że jest teraz nową dziewczyną Wendella. Udaje miłą, a tak naprawdę zaprzyjaźniając się z Ashley i Franklinem che wygryźć swojego rywala ze zbliżających się rozgrywek. Drużyna jednak orientuje się na czas i wywala dziewczynę. |                                                                               |                   |                            |                      |                  |     |
| 7 | The Sponsor Sponsor                                                           | Sean Lambert      | Joel McCary                | 7 października 2015  | 13 stycznia 2016 | 107 |
| Aby wyjechać całą grupą na Targi Gier, ekipa musi znaleźć sponsora. Okazuje się to być bardzo trudne. W końcu decydują się na pomoc od Billy’ego, właściciela restauracji z jedzeniem morskim. Ten jednak stawia warunek - muszą zagrać w strojach kalmarów... |                                                                               |                   |                            |                      |                  |     |
| 8 | The Driving Test Test na prawo jazdy                                          | Sean Lambert      | Byron Kavanagh             | 14 października 2015 | 18 stycznia 2016 | 110 |
| Odbywa się konkurs Wybory miss pogranicza. Poprzez różne konkurencje, wyłoniona zostaje dziewczyna, która najbardziej przypomina cechy założycielki i pionierki Patty Perkinks. Tymczasem Conor stara się o prawo jazdy na egzaminie. |                                                                               |                   |                            |                      |                  |     |
| 9 | The Psycho Zombie Bloodbath Jatka Zombie-Psychopatów                          | Jean Sagal        | Jason Jordan               | 21 października 2015 | 14 stycznia 2016 | 109 |
| Do sklepu wchodzi najnowsza gra Jatka Zombie-Psychopatów. Można ją nabyć w galerii. Jednak kiedy przyjaciele są o krok od sklepu, zostaje on zamknięty. Postanawiają walczyć o grę. |                                                                               |                   |                            |                      |                  |     |
| 10 | The Incident Incydent                                                         | Jason Earles      | Lindsey Reckis             | 28 października 2015 | 19 stycznia 2016 | 111 |
| Billy organizuje w swojej restauracji konkurs taneczny. Z powodu braku czasu, prosi o wydrukowanie plakatów Ashley. Właściciel dziwi się, że konkursem zainteresowały się nawet media. Okazuje się, że Ashley zamiast wydrukować, że nagroda to pięćdziesiąt dolarów, wydrukowała, że nagroda to pięćdziesiąt tysięcy dolarów... Muszą zrobić wszystko aby konkurs wygrał Conor, wtedy nie będą musieli wypłacać nagrody. Go jednak trudno przekonać...                                                                 |                                                                               |                   |                            |                      |                  |     |
| 11 | The Prank of the Century Żart stulecia                                        | Jason Earles      | Jim O’Doherty              | 4 listopada 2015     | 20 stycznia 2016 | 108 |
| Franklin chce być sławny i postanawia zrobić to co jego przodek - chce spuścić się w beczce wzdłuż wodospadu. Conor i Ashley robią mu kawał i robią różne rzeczy, aby ten pomyślał, że naprawdę poleciał. Jednak w końcu dowiaduje się prawdy. Chce to powtórzyć. Wkręca Ashley i Conora tak, aby uwierzyli że zleciał i się rozbił. Ci uwierzyli i bardzo się tym przejęli. |                                                                               |                   |                            |                      |                  |     |
| 12 | The Odd Couple Dziwna para                                                    | Sean Lambert      | Jim O’Doherty              | 25 listopada 2015    | 24 maja 2016     | 113 |
| Wendell ratuje życie Conorowi ocalając go przed spadającą ze schodów szafką. Teraz Conor ma dług u przyjaciela, ale ten jednak nie chce mu niczym odpłacać. Wendell jednak nie daje za wygraną i... przeprowadza się do domu Conora. |                                                                               |                   |                            |                      |                  |     |
| 13 | The Longest Yard Najdłuższy Jard                                              | Sean Lambert      | Lindsey Reckis             | 2 grudnia 2015       | 23 maja 2016     | 116 |
| Bohaterowie na czele z Connorem wybierają się na weekendową imprezę sponsorowaną przez twórcę Pirackiej Bandy, albowiem tak przypadli do gustu na ostatnim turnieju tamtejszemu szefowi, iż pozwoli im przetestować nową wersję swojej gry. Wszystko ma odbyć się na jachcie. Zapowiada się super impreza, chyba że coś baardzo ważnego im wypadnie... |                                                                               |                   |                            |                      |                  |     |
| 14 | The Penpall Przyjaciel od pióra                                               | Sean Lambert      | Devin Bunje i Nick Stanton | 27 stycznia 2016     | 25 maja 2016     | 114 |
| 15 | The Asteroid Blasters Miotacze Asteroid                                       | Phill Lewis       | Jason Jordan               | 10 lutego 2016       | 26 maja 2016     | 115 |
| 16 | The Chillerz Chill                                                            | Bill Shea         | Jim O’Doherty              | 17 lutego 2016       | 30 maja 2016     | 117 |
| Paczka przyjaciół reklamuje nowy strój, który ma chłodzić graczy podczas grania, ale Lika staje się sławniejsza od nich, gdy sama reklamuje inny produkt. Podczas starcia graczy stroje przyjaciół psują się, natomiast rękawiczki, które sponsorowała Lika sprawiają, że kurczą jej się ręce. |                                                                               |                   |                            |                      |                  |     |
| 17 | The Cabin Kabina                                                              | Joel McCrary      | Byron Kavanagh             | 24 lutego 2016       | 31 maja 2016     | 118 |
| 18 | The Super Kart Super Gokart                                                   | Robbie Countryman | Joel McCrary               | 2 marca 2016         | 1 czerwca 2016   | 119 |
| Conor dostaje od firmy Gokarta, ale Franklin go traci z powodu układu między wrogą szkołą. Okazuje się, że Conor ma go oddać po weekendzie. Zaczyna się walka Gokartów w wyścigu. Wygrany bierze wóz, przegrany traci. |                                                                               |                   |                            |                      |                  |     |
| 19 | The Rock Band Rockowy zespół                                                  | Leo Howard        | Conor Hanney               | 9 marca 2016         | 2 czerwca 2016   | 120 |
| Gdy Conor, Wendel i Franklin zaczynają grać w grę The Rock Band postanawiają założyć własny zespół. Wybierają Ashley na wokalistkę, jednak jej popularność jest kłopotem i odchodzi by zacząć pracę solistki. Conor robi wszystko by przyjaciele się pogodzili. |                                                                               |                   |                            |                      |                  |     |
| 20 | The Goat Koza                                                                 | Robbie Countryman | Joel McCrary               | 16 marca 2016        | 21 stycznia 2016 | 112 |
| Conor za karę musi sprzątać oborę kóz. Sytuacja wymyka się spod kontroli, gdy koza zjada materiał wybuchowy. Już za parę godzin ten ładunek ma wybuchnąć w brzuchu kozy. |                                                                               |                   |                            |                      |                  |     |
| 21 | The Escape Room Pokój Zagadek                                                 | Jim O’Doherty     | Jason Jordan               | 23 marca 2016        | 3 czerwca 2016   | 121 |
| Paczka przyjaciół uczestniczy w grze sprzedawcy gier. Mają znaleźć wskazówkę w pokoju, znaleźć nagrodę i uciec, lecz trafiają na nie tą wskazówkę i szybem wentylacyjnym wchodzą do drugiego pokoju. Znajdują tam tysiące dolarów i je biorą, myśląc, że to nagroda. Okazuje się, że pieniądze te należą do bandytów. Przyjaciele odkrywają inne skradzione rzeczy, gdy nagle oprawcy się pojawiają i zaczyna się walka. Udaje się im uciec do Pokoju Zagadek, Ashley znajduje prawdziwą wskazówkę i ratuje przyjaciół. |                                                                               |                   |                            |                      |                  |     |

### Sezon 2: 2016-17
| №  | Tytuł                                             | Reżyseria         | Scenariusz                  | Premiera             | Premiera w Polsce   | Kod |
| -- | ------------------------------------------------- | ----------------- | --------------------------- | -------------------- | ------------------- | --- |
| 22 | The Ringer Na ringu                               | Bill Shea         | Jim O’Doherty               | 18 lipca 2016        | 22 grudnia 2016     | 122 |
| 23 | The Olim-pig Torch Olimpijska Pochodnia           | Robbie Countryman | Joel McCrary                | 25 lipca 2016        | 15 grudnia 2016     | 204 |
| 24 | The Luchador Luchador                             | Sean Lambert      | Devin Bunje Nick Stanton    | 1 sierpnia 2016      | 12 grudnia 2016     | 201 |
| 25 | The Rankening Ranking                             | Sean Lambert      | Jim O’Doherty               | 8 sierpnia 2016      | 13 grudnia 2016     | 202 |
| 26 | The Protégé Proteza                               | Jason Earles      | Jason Jordan                | 15 sierpnia 2016     | 16 grudnia 2016     | 205 |
| 27 | The Battle for Stump Hill Bitwa Drewnianej Dziury | Sean Lambert      | Byron Kavanagh              | 27 sierpnia 2016     | 14 grudnia 2016     | 203 |
| 28 | The Prison Escape Movie Ucieczka z Więzienia      | Jean Sagal        | Lindsey Reckis              | 3 września 2016      | 19 grudnia 2016     | 206 |
| 29 | The Long Weekend Długi weekend                    | Jean Sagal        | Byron Kavanagh              | 17 września 2016     | 23 grudnia 2016     | 210 |
| 30 | The Ghost Duch                                    | Sean Lambert      | Devin Bunje Nick Stanton    | 1 października 2016  | 21 grudnia 2016     | 208 |
| 31 | The Has-Been's Back Powrót                        | TBA               | TBA                         | 8 października 2016  | 20 grudnia 2016     | 207 |
| 32 | The DJ’s DJ                                       | Sean Lambert      | Devin Bunje Nick Stanton    | 15 października 2016 | 30 września 2018    | 209 |
| 33 | The Detective Detektyw                            | Sean Lambert      | Jim O’Doherty               | 5 listopada 2016     | 1 października 2018 | 211 |
| 34 | The Arcade Hero Król Automatów                    | Joel McCrary      | Jason Jordan                | 2 stycznia 2017      | 2 października 2018 | 212 |
| 35 | The Stings                                        | Walter Pridgen    | Lindsey Reckis              | 2 stycznia 2017      | 3 października 2018 | 213 |
| 36 | The Rodeo Rodeo                                   | Leo Howard        | Joel McCrary & Mary Donovan | 2 stycznia 2017      | 4 października 2018 | 214 |
| 37 | The Big City Wielkie miasto                       | Jim O’Doherty     | Meagan Fulps                | 2 stycznia 2017      | 5 października 2018 | 215 |